# Rosario (araldica)
Il rosario è una figura araldica che compare in taluni stemmi. Un particolare tipo di rosario è il paternostro, usato nelle armi dell'Ordine di Malta.

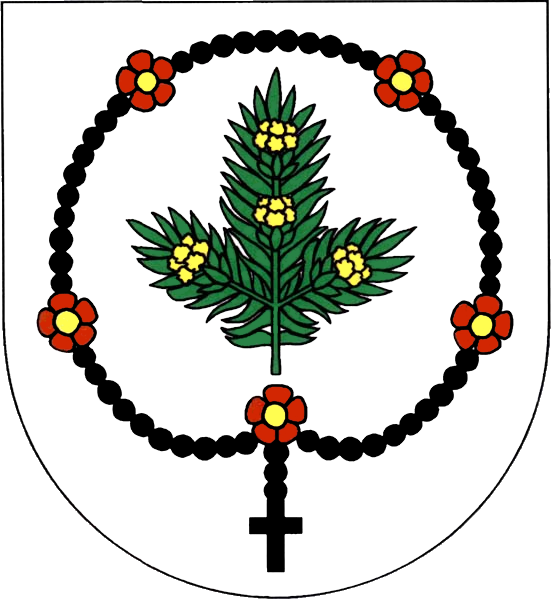
Rosario di nero (stemma di Mníšek, Repubblica Ceca)
Bordura d'argento, caricata di un rosario di nero (Villanueva del Rosario, Spagna)

## Traduzioni
- Francese: chapelet
- Inglese: rosary, prayer beads
- Tedesco: Rosenkranz
- Spagnolo: rosario
- Olandese: rozenkrans

- Wikimedia Commons contiene immagini o altri file su rosario